# Aconitum burnatii
Aconitum burnatii — вид квіткових рослин родини жовтецеві (Ranunculaceae).

## Поширення
Вид є ендеміком Іспанії. Зустрічається у горах Сьєрра-Невада та Монте Ороель.